# Beisha
Beisha (kinesiska: 北沙, 北沙乡) är en socken i Kina. Den ligger i provinsen Zhejiang, i den östra delen av landet, omkring 280 kilometer söder om provinshuvudstaden Hangzhou. Beisha ligger på ön Tongtou Dao.